# CONSUR Women’s Sevens 2017 (luty)
CONSUR Women’s Sevens 2017 – trzynaste mistrzostwa strefy CONSUR w rugby 7 kobiet, oficjalne międzynarodowe zawody rugby 7 o randze mistrzostw kontynentu organizowane przez Sudamérica Rugby mające na celu wyłonienie najlepszej żeńskiej reprezentacji narodowej w tej dyscyplinie sportu w strefie SR, które odbyły się w argentyńskim mieście Villa Carlos Paz w dniach 18–19 lutego 2017 roku.
W fazie grupowej niepokonane okazały się reprezentantki Argentyny i Brazylii. Spotkały się one następnie w finale, w którym triumfowały Brazylijki, które w meczu tym straciły jedyne punkty w tych zawodach. Argentynki zyskały awans do USA Women’s Sevens 2017 oraz wraz z Kolumbijkami do turnieju kwalifikacyjnego do kolejnego sezonu. Najlepszą zawodniczką turnieju została wybrana kapitan triumfatorek Luiza Gonzalez Campos, w kategorii przyłożeń zwyciężyła zaś reprezentantka Argentyny Valeria Montero.

## Informacje ogólne
W styczniu 2017 roku ogłoszono, że zawody odbędą się na boisku Carlos Paz Rugby Club w Villa Carlos Paz w ośmiozespołowej obsadzie. Podstawą do ich rozstawienia były wyniki poprzedniej edycji. W pierwszym dniu reprezentacje rywalizowały w ramach dwóch czterozespołowych grup systemem kołowym o rozstawienie przed zaplanowaną na drugi dzień trzyrundową fazą pucharową. Reprezentacje mogły liczyć maksymalnie dwanaście zawodniczek, a składy zostały podane na dwa dni przed rozpoczęciem zmagań.
W fazie grupowej spotkania toczone były bez ewentualnej dogrywki, za zwycięstwo, remis i porażkę przysługiwały odpowiednio trzy, dwa i jeden punkt, brak punktów natomiast za nieprzystąpienie do meczu. Przy ustalaniu rankingu po fazie grupowej w przypadku tej samej liczby punktów lokaty zespołów były ustalane kolejno na podstawie:
- wyniku meczu pomiędzy zainteresowanymi drużynami;
- lepszego bilansu punktów zdobytych i straconych;
- lepszego bilansu przyłożeń zdobytych i straconych;
- większej liczby zdobytych punktów;
- większej liczby zdobytych przyłożeń;
- wyższego przedturniejowego rozstawienia.

W przypadku remisu w fazie pucharowej organizowana była dogrywka składająca się z dwóch pięciominutowych części, z uwzględnieniem reguły nagłej śmierci.
Stawką mistrzostw prócz medali były również dwa miejsca w turnieju kwalifikacyjnym do sezonu 2017/2018 World Rugby Women’s Sevens Series dla najlepszych – nie licząc mającej status core team Brazylii – drużyn tych zawodów oraz prawo udziału w amerykańskim turnieju sezonu 2016/2017 dla wyżej z nich sklasyfikowanej.
Zawody były transmitowane w Internecie.

## Faza grupowa

### Grupa A
| 18 lutego 201713:00 | Paragwaj | 10:5 | Wenezuela | Carlos Paz Rugby Club, Villa Carlos Paz |
| 18 lutego 201713:00 |          | 10:5 |           | Carlos Paz Rugby Club, Villa Carlos Paz |

| 18 lutego 201713:22 | Brazylia | 52:0 | Urugwaj | Carlos Paz Rugby Club, Villa Carlos Paz |
| 18 lutego 201713:22 |          | 52:0 |         | Carlos Paz Rugby Club, Villa Carlos Paz |

| 18 lutego 201715:30 | Wenezuela | 32:0 | Urugwaj | Carlos Paz Rugby Club, Villa Carlos Paz |
| 18 lutego 201715:30 |           | 32:0 |         | Carlos Paz Rugby Club, Villa Carlos Paz |

| 18 lutego 201715:52 | Brazylia | 45:0 | Paragwaj | Carlos Paz Rugby Club, Villa Carlos Paz |
| 18 lutego 201715:52 |          | 45:0 |          | Carlos Paz Rugby Club, Villa Carlos Paz |

| 18 lutego 201717:45 | Paragwaj | 46:0 | Urugwaj | Carlos Paz Rugby Club, Villa Carlos Paz |
| 18 lutego 201717:45 |          | 46:0 |         | Carlos Paz Rugby Club, Villa Carlos Paz |

| 18 lutego 201718:07 | Brazylia | 31:0 | Wenezuela | Carlos Paz Rugby Club, Villa Carlos Paz |
| 18 lutego 201718:07 |          | 31:0 |           | Carlos Paz Rugby Club, Villa Carlos Paz |

### Grupa B
| 18 lutego 201713:44 | Kolumbia | 38:7 | Chile | Carlos Paz Rugby Club, Villa Carlos Paz |
| 18 lutego 201713:44 |          | 38:7 |       | Carlos Paz Rugby Club, Villa Carlos Paz |

| 18 lutego 201714:06 | Argentyna | 31:10 | Peru | Carlos Paz Rugby Club, Villa Carlos Paz |
| 18 lutego 201714:06 |           | 31:10 |      | Carlos Paz Rugby Club, Villa Carlos Paz |

| 18 lutego 201716:14 | Kolumbia | 33:7 | Peru | Carlos Paz Rugby Club, Villa Carlos Paz |
| 18 lutego 201716:14 |          | 33:7 |      | Carlos Paz Rugby Club, Villa Carlos Paz |

| 18 lutego 201716:36 | Argentyna | 29:0 | Chile | Carlos Paz Rugby Club, Villa Carlos Paz |
| 18 lutego 201716:36 |           | 29:0 |       | Carlos Paz Rugby Club, Villa Carlos Paz |

| 18 lutego 201718:29 | Chile | 14:0 | Peru | Carlos Paz Rugby Club, Villa Carlos Paz |
| 18 lutego 201718:29 |       | 14:0 |      | Carlos Paz Rugby Club, Villa Carlos Paz |

| 18 lutego 201718:51 | Argentyna | 17:0 | Kolumbia | Carlos Paz Rugby Club, Villa Carlos Paz |
| 18 lutego 201718:51 |           | 17:0 |          | Carlos Paz Rugby Club, Villa Carlos Paz |

## Faza pucharowa

### Cup + Plate
|  |                |              |                |                |    |           |                |                |                   |                   |                   |       |       |
|  | Ćwierćfinały   | Ćwierćfinały | Ćwierćfinały   |                |    | Półfinały | Półfinały      | Półfinały      |                   |                   | Finał             | Finał | Finał |
|  | Ćwierćfinały   | Ćwierćfinały | Ćwierćfinały   |                |    | Półfinały | Półfinały      | Półfinały      |                   |                   | Finał             | Finał | Finał |
|  | 19 lutego 2017 |              |                |                |    |           |                |                |                   |                   |                   |       |       |
|  |                |              |                |                |    |           |                |                |                   |                   |                   |       |       |
|  | Brazylia       | Brazylia     | 53             |                |    |           |                |                |                   |                   |                   |       |       |
|  | Brazylia       | Brazylia     | 53             | 19 lutego 2017 |    |           |                |                |                   |                   |                   |       |       |
|  | Peru           | Peru         | 0              |                |    |           |                |                |                   |                   |                   |       |       |
|  | Peru           | Peru         | 0              |                |    | Brazylia  | Brazylia       | 32             |                   |                   |                   |       |       |
|  | 19 lutego 2017 |              |                |                |    | Brazylia  | Brazylia       | 32             |                   |                   |                   |       |       |
|  |                |              | Kolumbia       | Kolumbia       | 0  |           |                |                |                   |                   |                   |       |       |
|  | Kolumbia       | Kolumbia     | Kolumbia       | Kolumbia       | 0  | 10        |                |                |                   |                   |                   |       |       |
|  | Kolumbia       | Kolumbia     |                |                |    | 10        | 19 lutego 2017 |                |                   |                   |                   |       |       |
|  | Wenezuela      | Wenezuela    | 7              |                |    |           |                |                |                   |                   |                   |       |       |
|  | Wenezuela      | Wenezuela    | 7              |                |    | Brazylia  | Brazylia       | 31             |                   |                   |                   |       |       |
|  | 19 lutego 2017 |              |                |                |    | Brazylia  | Brazylia       | 31             |                   |                   |                   |       |       |
|  |                |              | Argentyna      | Argentyna      | 12 |           |                |                |                   |                   |                   |       |       |
|  | Argentyna      | Argentyna    | Argentyna      | Argentyna      | 12 | 24        |                |                |                   |                   |                   |       |       |
|  | Argentyna      | Argentyna    | 19 lutego 2017 |                |    | 24        |                |                |                   |                   |                   |       |       |
|  | Urugwaj        | Urugwaj      | 7              |                |    |           |                |                |                   |                   |                   |       |       |
|  | Urugwaj        | Urugwaj      | 7              |                |    | Argentyna | Argentyna      | 36             | Mecz o 3. miejsce | Mecz o 3. miejsce | Mecz o 3. miejsce |       |       |
|  | 19 lutego 2017 |              |                |                |    | Argentyna | Argentyna      | 36             | Mecz o 3. miejsce | Mecz o 3. miejsce | Mecz o 3. miejsce |       |       |
|  |                |              | Paragwaj       | Paragwaj       | 0  |           |                | 19 lutego 2017 | 19 lutego 2017    | 19 lutego 2017    |                   |       |       |
|  | Paragwaj       | Paragwaj     | Paragwaj       | Paragwaj       | 0  | 24        |                | 19 lutego 2017 | 19 lutego 2017    | 19 lutego 2017    |                   |       |       |
|  | Paragwaj       | Paragwaj     |                |                |    |           |                | Kolumbia       | Kolumbia          | 5                 |                   |       |       |
|  | Chile          | Chile        | 0              |                |    |           |                |                | Kolumbia          | 5                 |                   |       |       |
|  | Chile          | Chile        | 0              |                |    |           |                | Paragwaj       | Paragwaj          | 0                 |                   |       |       |
|  |                |              |                |                |    |           |                |                | Paragwaj          | 0                 |                   |       |       |

| 19 lutego 201714:06 | Brazylia | 53:0 | Peru | Carlos Paz Rugby Club, Villa Carlos Paz |
| 19 lutego 201714:06 |          | 53:0 |      | Carlos Paz Rugby Club, Villa Carlos Paz |

| 19 lutego 201713:44 | Kolumbia | 10:7 | Wenezuela | Carlos Paz Rugby Club, Villa Carlos Paz |
| 19 lutego 201713:44 |          | 10:7 |           | Carlos Paz Rugby Club, Villa Carlos Paz |

| 19 lutego 201713:22 | Argentyna | 24:7 | Urugwaj | Carlos Paz Rugby Club, Villa Carlos Paz |
| 19 lutego 201713:22 |           | 24:7 |         | Carlos Paz Rugby Club, Villa Carlos Paz |

| 19 lutego 201713:00 | Paragwaj | 24:0 | Chile | Carlos Paz Rugby Club, Villa Carlos Paz |
| 19 lutego 201713:00 |          | 24:0 |       | Carlos Paz Rugby Club, Villa Carlos Paz |

| 19 lutego 201716:36 | Brazylia | 32:0 | Kolumbia | Carlos Paz Rugby Club, Villa Carlos Paz |
| 19 lutego 201716:36 |          | 32:0 |          | Carlos Paz Rugby Club, Villa Carlos Paz |

| 19 lutego 201716:14 | Argentyna | 36:0 | Paragwaj | Carlos Paz Rugby Club, Villa Carlos Paz |
| 19 lutego 201716:14 |           | 36:0 |          | Carlos Paz Rugby Club, Villa Carlos Paz |

| 19 lutego 201718:51 | Brazylia | 31:12 | Argentyna | Carlos Paz Rugby Club, Villa Carlos Paz |
| 19 lutego 201718:51 |          | 31:12 |           | Carlos Paz Rugby Club, Villa Carlos Paz |

| 19 lutego 201718:29 | Kolumbia | 5:0 | Paragwaj | Carlos Paz Rugby Club, Villa Carlos Paz |
| 19 lutego 201718:29 |          | 5:0 |          | Carlos Paz Rugby Club, Villa Carlos Paz |

### Bowl
|  |                |           |           |                   |   |           |           |       |
|  | Półfinały      | Półfinały | Półfinały |                   |   | Finał     | Finał     | Finał |
|  | Półfinały      | Półfinały | Półfinały |                   |   | Finał     | Finał     | Finał |
|  | 19 lutego 2017 |           |           |                   |   |           |           |       |
|  |                |           |           |                   |   |           |           |       |
|  | Wenezuela      | Wenezuela | 27        |                   |   |           |           |       |
|  | Wenezuela      | Wenezuela | 27        | 19 lutego 2017    |   |           |           |       |
|  | Peru           | Peru      | 10        |                   |   |           |           |       |
|  | Peru           | Peru      | 10        |                   |   | Wenezuela | Wenezuela | 24    |
|  | 19 lutego 2017 |           |           |                   |   | Wenezuela | Wenezuela | 24    |
|  |                |           | Chile     | Chile             | 0 |           |           |       |
|  | Chile          | Chile     | Chile     | Chile             | 0 | 14        |           |       |
|  | Chile          | Chile     |           |                   |   |           |           |       |
|  | Urugwaj        | Urugwaj   | 0         |                   |   |           |           |       |
|  | Urugwaj        | Urugwaj   | 0         | Mecz o 3. miejsce |   |           |           |       |
|  |                |           |           |                   |   |           |           |       |
|  | 19 lutego 2017 |           |           |                   |   |           |           |       |
|  |                |           |           |                   |   |           |           |       |
|  | Peru           | Peru      | 24        |                   |   |           |           |       |
|  | Peru           | Peru      | 24        |                   |   |           |           |       |
|  | Urugwaj        | Urugwaj   | 0         |                   |   |           |           |       |
|  | Urugwaj        | Urugwaj   | 0         |                   |   |           |           |       |

| 19 lutego 201715:52 | Wenezuela | 27:10 | Peru | Carlos Paz Rugby Club, Villa Carlos Paz |
| 19 lutego 201715:52 |           | 27:10 |      | Carlos Paz Rugby Club, Villa Carlos Paz |

| 19 lutego 201715:30 | Chile | 14:0 | Urugwaj | Carlos Paz Rugby Club, Villa Carlos Paz |
| 19 lutego 201715:30 |       | 14:0 |         | Carlos Paz Rugby Club, Villa Carlos Paz |

| 19 lutego 201718:07 | Wenezuela | 24:0 | Chile | Carlos Paz Rugby Club, Villa Carlos Paz |
| 19 lutego 201718:07 |           | 24:0 |       | Carlos Paz Rugby Club, Villa Carlos Paz |

| 19 lutego 201717:45 | Peru | 24:0 | Urugwaj | Carlos Paz Rugby Club, Villa Carlos Paz |
| 19 lutego 201717:45 |      | 24:0 |         | Carlos Paz Rugby Club, Villa Carlos Paz |

## Klasyfikacja końcowa
| Miejsce | Reprezentacja | Uwagi                                                            |
| ------- | ------------- | ---------------------------------------------------------------- |
| 1       | Brazylia      | -                                                                |
| 2       | Argentyna     | awans do: USA 2017, turnieju kwalifikacyjnego do WSS (2017/2018) |
| 3       | Kolumbia      | awans do: turnieju kwalifikacyjnego do WSS (2017/2018)           |
| 4       | Paragwaj      | -                                                                |
| 5       | Wenezuela     | -                                                                |
| 6       | Chile         | -                                                                |
| 7       | Peru          | -                                                                |
| 8       | Urugwaj       | -                                                                |